# Propontocypris geraldtonense
Propontocypris geraldtonense is een mosselkreeftjessoort uit de familie van de Pontocyprididae.